# Service de police de Hamilton
Le Service de police de Hamilton (anglais: Hamilton Police Service), est le service de police ayant pour juridiction la ville canadienne de Hamilton (Ontario).